# چولی جانگسونگ
چئولی جانگ سونگ یا دیوار بزرگ کره ممکن است به هر یک از دو استحکامات بزرگی که بین کره قرون وسطی و چینی‌ها در غرب و سایر قبایل در شمال ساخته شده بود، اشاره داشته باشد. نخستین مورد، مجموعه ای از پادگان‌های نظامی مرتبط با قرن هفتم است که توسط امپراتوری گوگوریو ، یکی از سه پادشاهی کره ، ساخته شده است، که هم اکنون در شمال شرقی چین واقع گشته اند. دومین دیوار  مرتبط به قرن یازدهم است که توسط سلسله گوریو کره ساخته شده و اکنون در کره شمالی واقع گشته است.

## نام
عنوان کره‌ای چئولی جانگ‌سئونگ به معنی «دیوار هزار ری » است که اشاره به دیوار بزرگ چین دارد که عنوان چینی آن «دیوار ده هزار» یا «دیوار لی بی‌شمار» است. دیوار بعدی در زبان کره‌ای با نام گوریو جانگ‌سونگ ("دیوار بزرگ کره") هم شناخته می‌شود.

## دوره گوگوریو
پس از پیروزی امپراتوری گوگوریو در جنگ‌های گوگوریو-سوئی ، در سال ۶۳۱ میلادی، گوگوریو پس از امپراتوری تانگ، جانشین دودمان سوئی در چین، که از شمال غربی تاخت و تاز را آغاز کرد، شروع به تقویت پادگان‌های نظامی فراوانی کرد. بنیان نهادن آن زیرنظر یون‌گه سومون، به هنگام حکومت پادشاه یئونگ نیو انجام شد همچنین، آماده سازی و یکپارچگی در سال ۶۴۷ جامهٔ اتمام پوشاند و بعد از آن یون‌گه سومون در یک کودتا موسوم به (مکریجی) زمام امور دربار گوگوریو را به دست گرفت.
شبکه قلعه‌ها حدودا به طول ۱۰۰۰ لی در شمال شرقی چین امروزی، از بویئوسئونگ (به کره‌ای: 부여성) ( شهرستان نونگ‌آن امروزی) تا خلیج بوهای امتداد داشت.
اساسی ترین پادگان‌ها به شرح زیر هستند:
- بیسا ( کره‌ای: 비사성; هانجا: 卑沙城 (شهرستان جینژو امروزی در دالیان )
- جئونان ( کره‌ای: 건안성; هانجا: 建安城 ( گایژو امروزی)
- آنسی ( گوگوریو : 안촌홀 (安寸忽، کره‌ای: 안시성; هانجا: 安市城 (نزدیک هایچنگ امروزی در استان آنشان )
- باگم ( کره‌ای: 백암성; هانجا: 白巖城 (در شهرستان دنگتا امروزی در استان لیائویانگ )
- یودونگ ( کره‌ای: 요동성; هانجا: 遼東城 (درست در شرق لیائویانگ امروزی)
- گائه‌مو ( کره‌ای: 개모성; هانجا: 蓋牟城 ; فوشون امروزی، شنیانگ )
- هیوندو ( کره‌ای: 현도성; هانجا: 玄菟城 )
- شین ( کره‌ای: 신성; هانجا: 新城 ( فوشون امروزی)
- بویئو ( کره‌ای: 부여성; هانجا: 扶餘城 ( شهرستان نونگ‌آن امروزی در جی‌لین )

## دوره گوریو
چئولی جانگ‌سئونگ دوم، دیوار سنگی است که از سال ۱۰۳۳ تا ۱۰۴۴، که توسط پادشاهی گوریو ، در شمال شبه جزیره کره تاسیس شد. تقریباً ۱۰۰۰ لی طول و حدود ۲۴ فوت ارتفاع و عرض دارد. این پل، قلعه‌هایی را که در زمان حکومت امپراتور هیون جونگ بنیان شده بودند، با عبور از این شهرها به هم پیوند می داد.
- اویجو (به کره‌ای: 의주)
- ویوان (به کره‌ای: 위원)
- هیونگ‌هوا (به کره‌ای: 흥화)
- جئونگ‌جو (به کره‌ای: 정주)
- یئونگ‌هائه (به کره‌ای: 영해)
- یئونگ‌دئوک (به کره‌ای: 영덕)
- یئونگسا (به کره‌ای: 영삭)
- جونگ‌یونگ (به کره‌ای: 정융)
- یئونگ‌ون (به کره‌ای: 영원)
- پیونگنو (به کره‌ای: 평로)
- ساکجو (به کره‌ای: 삭주)
- مائنگ‌جو (به کره‌ای: 맹주)
- اونجو (به کره‌ای: 운주)
- چئونگ‌سائه (به کره‌ای: 청새)
- آنسو (به کره‌ای: 안수)
- یئونگ‌هئونگ (به کره‌ای: 영흥)
- یو-دئوک (به کره‌ای: 요덕)
- جئونگ بیئونگ (به کره‌ای: 정변)
- و در هواجو (به کره‌ای: 화주) خاتمه می‌یابد.

پادشاه دوکجونگ به یوسو امر کرد در پاسخ به تهاجم خیتان از شمال غربی و جورچن از شمال شرقی، مواضع دفاعی را بسازد. این بنا در زمان حکومت پادشاه جئونگ جونگ تکمیل شد.
این رود از دهانه رودخانه یالو تا اطراف هام‌هونگ در کره شمالی امروزی امتداد داشت.اجزای آن همچنان وجود دارد، از جمله در اویجو و چونگ‌پیونگ .

## همچنین ببینید
- فهرست قلعه‌های کره

### نقل قول‌ها
《三国史记·高句丽本记八》："荣留王十四年春二月，王动众筑长城，东北自扶余城，西南至海千余里，凡十六年毕功"

### کتابشناسی
- https://web.archive.org/web/20051013072812/http://enc.daum.net/dic100/viewContents.do ?
- https://web.archive.org/web/20051013072812/http://enc.daum.net:80/dic100/viewContents.do ?
- http://kr.dic.yahoo.com/search/enc/result.html?pk=18576200&p=%C3%B5%B8%AE%C0%E5%BC%BA&field=id&type=enc بایگانی‌شده  در ۲۰۱۱-۰۵-۱۹ توسط Wayback Machine